# María Luisa Martínez Sánchez
María Luisa Martínez Sánchez (Monterrey, 20 de febrero de 1955) es Directora del Instituto de Investigaciones Sociales de la Universidad Autónoma de Nuevo León (UANL), Consejera Consultiva del Instituto Nacional de las Mujeres (Inmujeres) para el periodo 2018-2021, y miembro del Grupo Asesor de la Sociedad Civil de ONU Mujeres México.

## Trayectoria académica
Estudió la carrera de sociología de 1988 a 1992 en la Facultad de Filosofía y Letras de la UANL, obtuvo la Maestría en Metodología de la Ciencia en la misma facultad, de 1992 a 1994. Además, estudió una segunda maestría en la Facultad de Psicología, en psicología laboral, de 1995 a 1997. Finalmente, cursó el doctorado binacional UANL-UTA en políticas comparadas de bienestar social en la Facultad de Trabajo Social y en School of Social Work, UT Arlington.

## Trayectoria profesional
De 2009 a 2015 se desempeñó como Directora de la Facultad de Filosofía y Letras de la UANL; fue la primera mujer electa democráticamente para desempeñar dicho cargo en la historia de esa Facultad. Ahí mismo de 2006 a 2009 ocupó la Coordinación del Colegio de Sociología donde fue catedrática por varios años. La doctora María Luisa ha dictado una gran cantidad de conferencias, ha participado en varios proyectos de investigaciones, publicado artículos en libros y asesorado más de veinte tesis de licenciatura, maestría y doctorado.